# Загорський (Уфимський район)
Заго́рський (рос. Загорский, башк. Загорский) — присілок (у минулому селище) у складі Уфимського району Башкортостану, Росія. Входить до складу Часниковської сільської ради.
Населення — 272 особи (2010; 161 в 2002).
Національний склад:
- росіяни — 48 %